# Nicola Martinucci
Nicola Martinucci (Tàrent, Itàlia, 28 de març de 1941) és un tenor italià.Bagnoli, Giorgio (1993). "Martinucci, Nicola", p. 293.
Ha cantat sota la batuta d'alguns dels directors més grans, incloent-hi Claudio Abbado, Riccardo Chailly, Myung-Whun Chung, Colin Davis, Lorin Maazel, Riccardo Muti, Nello Santi i Giuseppe Sinopoli.

## Biografia
Martinucci va néixer a Tàrent, Itàlia. No va començar a estudiar cant fins als 20 anys. Amb l'impuls de Mario Del Monaco va estudiar a Milà amb Marcello Del Monaco (germà de Mario) i amb Sara Sforni. Va debutar el 1966 al Teatre Nuovo de Milà com Manrico a Il Trovatore. El 1966 havia guanyat el Concurs Internacional de Música Viotti, que li va portar a més debuts als teatres d'òpera italians. Posteriorment va aparèixer a La Scala a partir de 1983 on va tornar a interpretar el paper de Manrico a més de cantar Calaf, Radamès, Luigi a Il tabarro i Oronte a I Lombardi; La Fenice on va actuar des de 1984 com a Calaf, Radames i Cavaradossi a Tosca; i l'Arena di Verona, on entre 1982 i 1986 va cantar Radamès, Calaf i Andrea Chenier.Bagnoli, Giorgio (1993).
Fora de la seva Itàlia natal, Martinucci va debutar al Teatre Colón de Buenos Aires el 1976 com Des Grieux a Manon Lescaut i hi va tornar a aparèixer el 1977 com a Calaf, el 1978 en el paper principal de Don Carlo i el 1979 com a Rodolfo a La bohème. Va fer el seu debut a la Royal Opera House de Londres el 1985 com Dick Johnson a La fanciulla del West. El seu debut al Metropolitan Opera va arribar el 1988 quan va cantar Calaf amb Ghena Dimitrova com Turandot. Hi va aparèixer fins al 1995 com Radamès, Dick Johnson, Andrea Chénier i Manrico. La seva última actuació al Met va ser com Turiddu a Cavalleria rusticana.
En els seus últims anys, Martinucci va impartir classes magistrals de cant i va formar part dels jurats de diversos concursos de cant. La seva filla Leyla també és cantant d'òpera. Diverses de les actuacions de Martinucci han estat publicades en vídeo, incloent Aïda i Turandot de l'Arena di Verona.
A més a més dels papers esmentats, el seu repertori també inclou els papers de Cavaradossi, Pinkerton i Marat a Il piccolo Marat de Mascagni.